# Eudorylas inornatus
Eudorylas inornatus är en tvåvingeart som först beskrevs av Hardy 1949.  Eudorylas inornatus ingår i släktet Eudorylas och familjen ögonflugor. Inga underarter finns listade i Catalogue of Life.